# Joy Harvey
Joy Dorothy Harvey (née en 1934) est une historienne des sciences américaine.

## Sa vie
Harvey a obtenu un doctorat de l'université Harvard en 1983. Elle a été rédactrice en chef adjointe du «Darwin Correspondence Project» et a écrit une biographie de Clémence Royer, la première traductrice française de Darwin. Elle et Marilyn Bailey Ogilvie ont collaboré au The Biographical Dictionary of Women in Science.

## Œuvres
- « Médecine et politique : Mary Putnam Jacobi et la Commune de Paris », Anthropologie dialectique, vol. 15 (1990), p. 107–117
- l'autre côté du miroir : French Neurophysiology and English Interpretations, in Claude Debru, Jean Gayon et Jean-François Picard, dir., Les sciences biologiques et médicales en France, 1920-1950, 1994.
- 'Charles Darwins "Stratégies sélectives": die französische versus die englische Reaktion', Rezeption von Evolutionstheorien im 19. Jahrhundert, 1995, p. 225–61
- Presque un homme de génie : Clémence Royer, le féminisme et la science du XIXe siècle . Nouveau-Brunswick : Rutgers University Press, 1997
- "Histoire des sciences, histoire et sciences et sciences naturelles : enseignement de premier cycle de l'histoire des sciences à Harvard, 1938-1970", Isis, vol. 90 (1999), p. S270-S294.
- (éd. avec Marilyn Bailey Ogilvie ) The Biographical Dictionary of Women in Science: Pioneering Lives from Ancient Times to the MidTwentieth Century . New York : Routledge, 2000
- « Les anges » de Darwin : les femmes correspondantes de Charles Darwin », dans Intellectual History Review, vol. 19, numéro 2 (2009), p. 197–210.